# Weststadt (Bonn)
Die Weststadt ist ein Ortsteil der Bundesstadt Bonn im gleichnamigen Stadtbezirk mit ca. 7.800 Einwohnern. Sie liegt südwestlich des Zentrums vor den Ortsteilen Endenich und Poppelsdorf sowie zwischen Nord- und Südstadt. Die Weststadt ist durch Gründerzeitviertel einerseits und ein großes Gewerbegebiet andererseits geprägt.
Der Ortsteil entspricht in etwa den statistischen Bezirken Baumschulviertel und Bonn-Güterbahnhof. In der Weststadt befindet sich das ehemalige Kreishaus des früheren Landkreises Bonn.

## Geographie
Die Weststadt wird an ihrem nordöstlichen Rand durch die Schienen der linken Rheinstrecke von der Innen- und Nordstadt getrennt. Im Südosten grenzt sie an der Poppelsdorfer Allee an die Südstadt. Südwestlich reicht die Bebauung bis an den Rand von Poppelsdorf, während nördlich davon die Trasse der Bundesautobahn 565 die Grenze zu Endenich markiert.
Das im Ostteil der Weststadt gelegene Wohngebiet wird gemeinhin auch Musikerviertel genannt, da die Straßen dort überwiegend nach Komponisten benannt sind; alternativ wird es in Anlehnung an die historische kurfürstliche Baumschule auch als Baumschulviertel bezeichnet. Das nordwestliche Drittel des Ortsteils bildet das Gewerbegebiet Güterbahnhof.

## Infrastruktur
Die wichtigste Verkehrsader der Weststadt ist die Endenicher Straße. Sie trennt Wohn- und Gewerbegebiet. Sie zweig am Fuße der Viktoriabrücke in westlicher Richtung ab und führt in Richtung Endenich, wo am Endenicher Ei genannten Knotenpunkt der Autobahnanschluss an der Bundesautobahn 565 besteht. Neben der Poppelsdorfer Allee ist das Straßennetz der Weststadt noch von weiteren prächtigen Alleezügen bestimmt; so der Meckenheimer Allee, der Endenicher Allee und der Baumschulallee. Nordöstlich der Weststadt befindet sich der Bonner Hauptbahnhof. 
In der Vergangenheit befand sich am Rande der Linken Rheinstrecke auf dem Gebiet der Weststadt der Güterbahnhof der Bundesbahn. Von diesem aus führte die Wesselbahn in westlicher Richtung in den Bereich des heutigen Gewerbegebiets. Dieses beheimatet heute unter anderem die Müllverbrennungsanlage Bonn, ein Erdgas-Kraftwerk, die Stammfiliale von Knauber sowie weitere Einzelhandelsmärkte. Unter neuer Nutzung stehen dabei die Flächen des vormaligen Bonner Schlachthofs an der Immenburgstraße und die umgebaute Alte Bushalle der SWB an der Endenicher Straße.

## Sehenswürdigkeiten
Die Weststadt bildet zusammen mit der Südstadt eines der größten Gründerzeit-Viertel in Deutschland. Zu den größeren repräsentativen Bauwerken gehören das Gebäude der Landwirtschaftskammer Rheinland an der Endenicher Allee und das Borromäushaus am Wittelsbacherring. Am östlichen Ende der Malteserstraße befand sich das am Ende des Zweiten Weltkrieges zerstörte Malteser-Krankenhaus.
Im Zentrum des Musikerviertels befindet sich das Baumschulwäldchen, ein städtischer Park. In diesem befindet sich das Kriegerdenkmal zur Erinnerung an die im Ersten Weltkrieg gefallenen Soldaten des Infanterie-Regiments Nr. 160. Das Denkmal wurde von Bildhauer Peter Terkatz geschaffen und am 21. Mai 1939 eingeweiht. Am Rande des Parks, zum Beethovenplatz hin, liegt das Kurfürstliche Gärtnerhaus. Das Gärtnerhaus wurde in den 1960er-Jahren saniert und zeigt seitdem Kunstausstellungen. Einige davon sind thematisch, beispielsweise „Wasser bewegt“ andere sind retrospektiv, wie die Ausstellung zum 80. Geburtstag von Alf Bayrle, 1980. Als Museum befindet sich in der Weststadt das Rheinische Landesmuseum Bonn, das die Kunst und Kulturgeschichte des Rheinlandes seit der Frühzeit darstellt.

## Bildung
Mit Teilen der mathematischen Institute in der ehemaligen Landwirtschaftskammer Rheinland und in der Wegelerstraße hat die Weststadt Anteil am Poppelsdorfer Campus der Rheinischen Friedrich-Wilhelms-Universität Bonn. Außerdem liegt das Ernst-Moritz-Arndt-Gymnasium, eines der zehn städtischen Gymnasien, an der Endenicher Allee.

## Ansichten der Weststadt

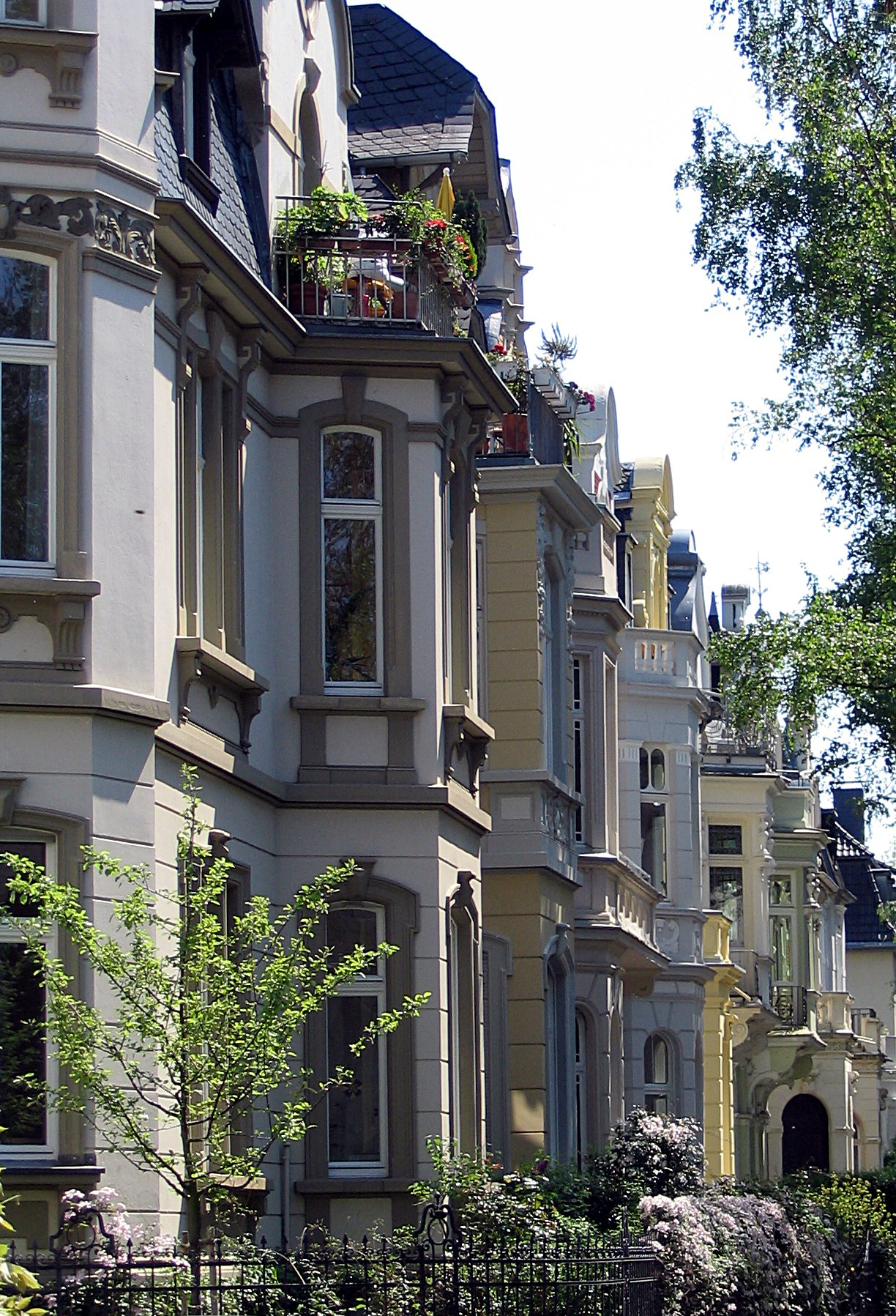
Gründerzeit-Häuser
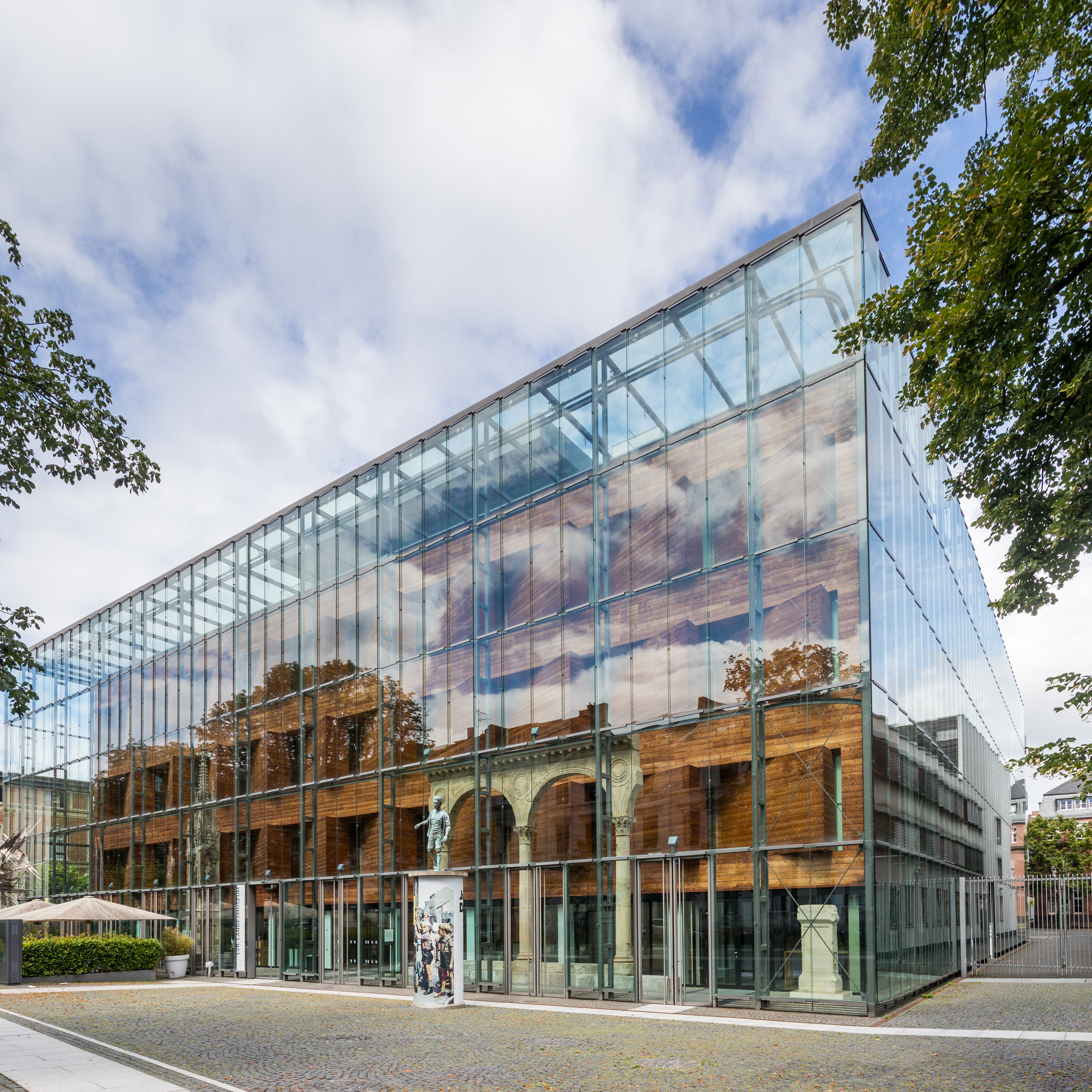
Rheinisches Landesmuseum Bonn
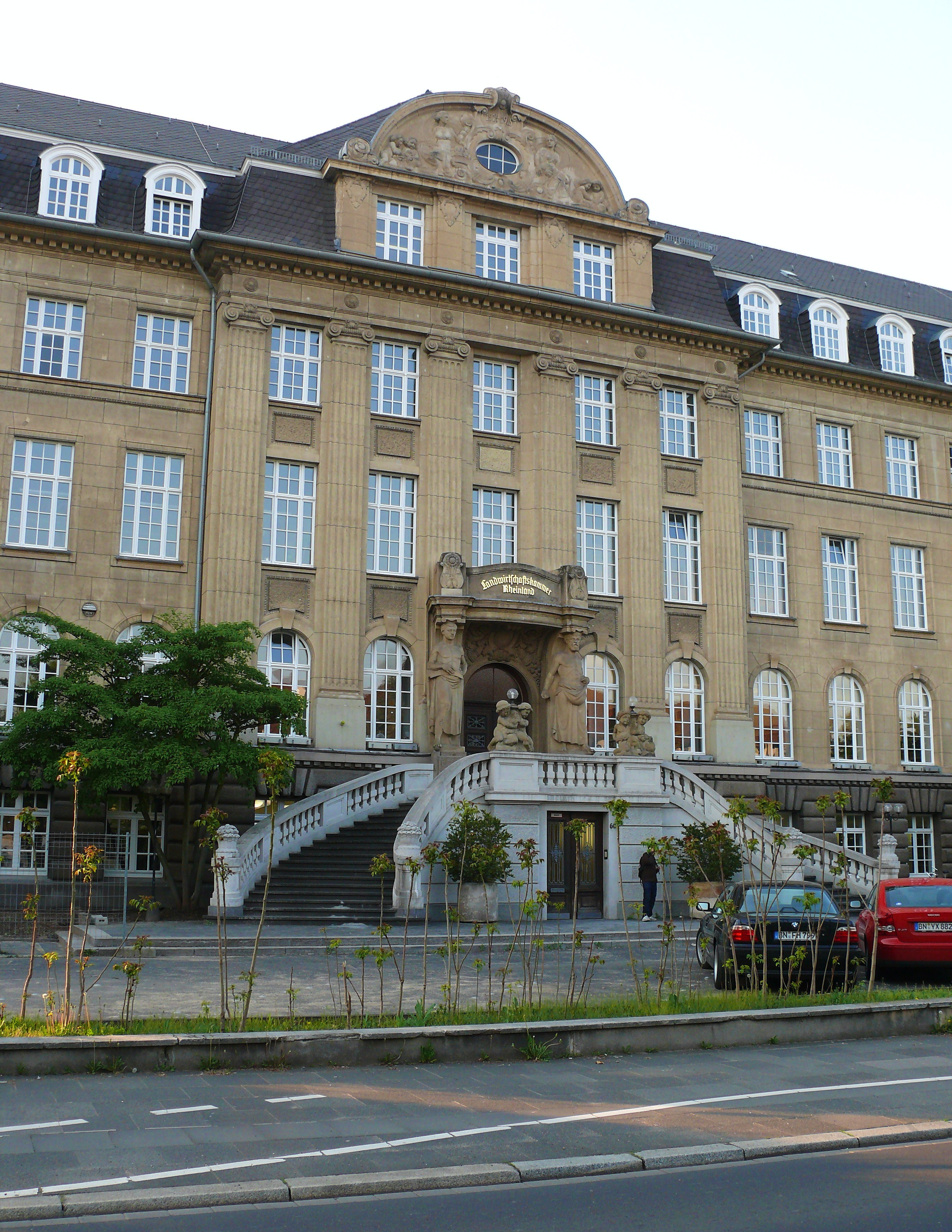
Ehemaliges Gebäude der Landwirtschaftskammer Rheinland, jetzt Mathematisches Institut der Universität Bonn
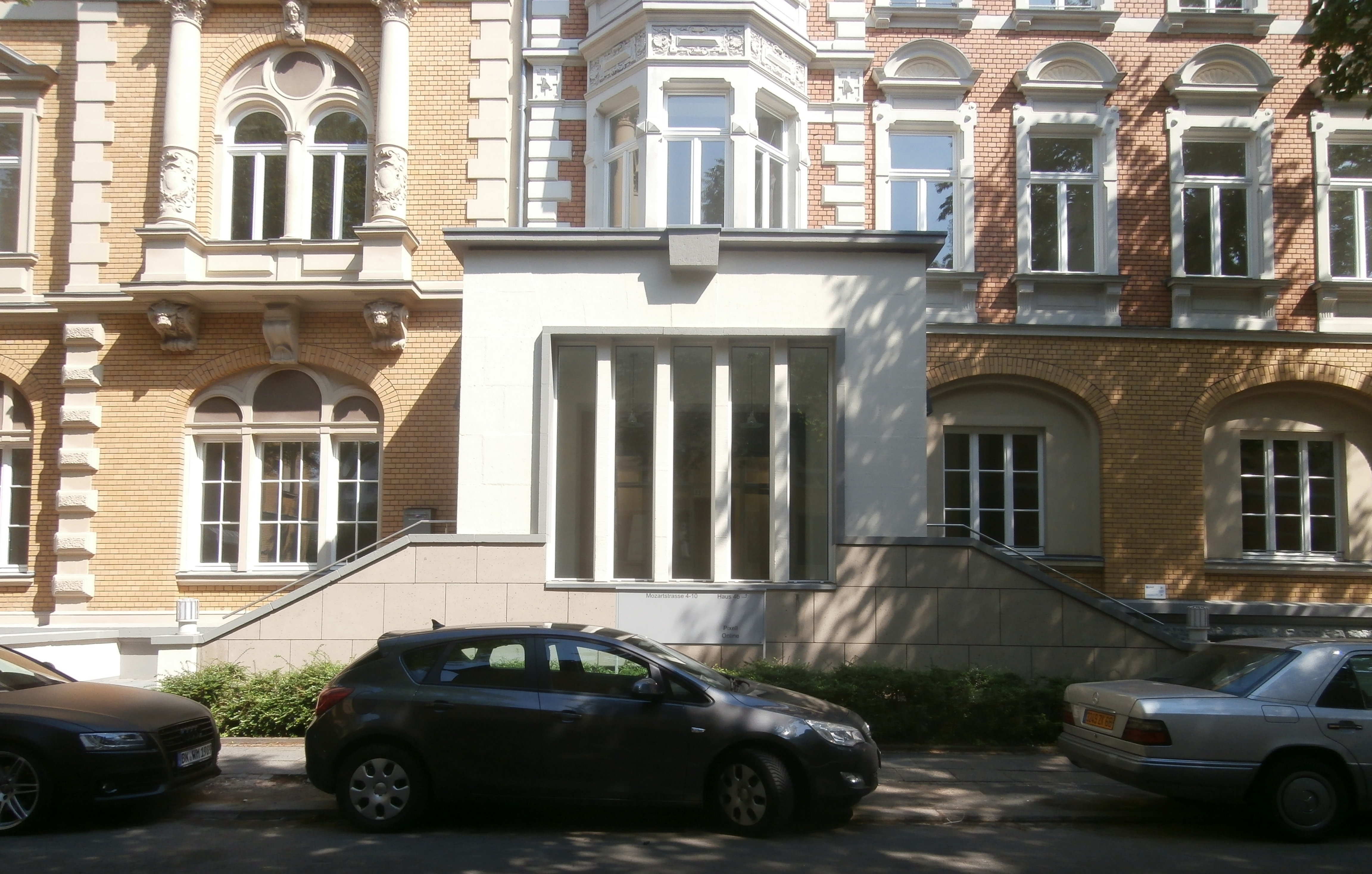
Ehemaliges Kreishaus, Mozartstraße 4–10 (2014)
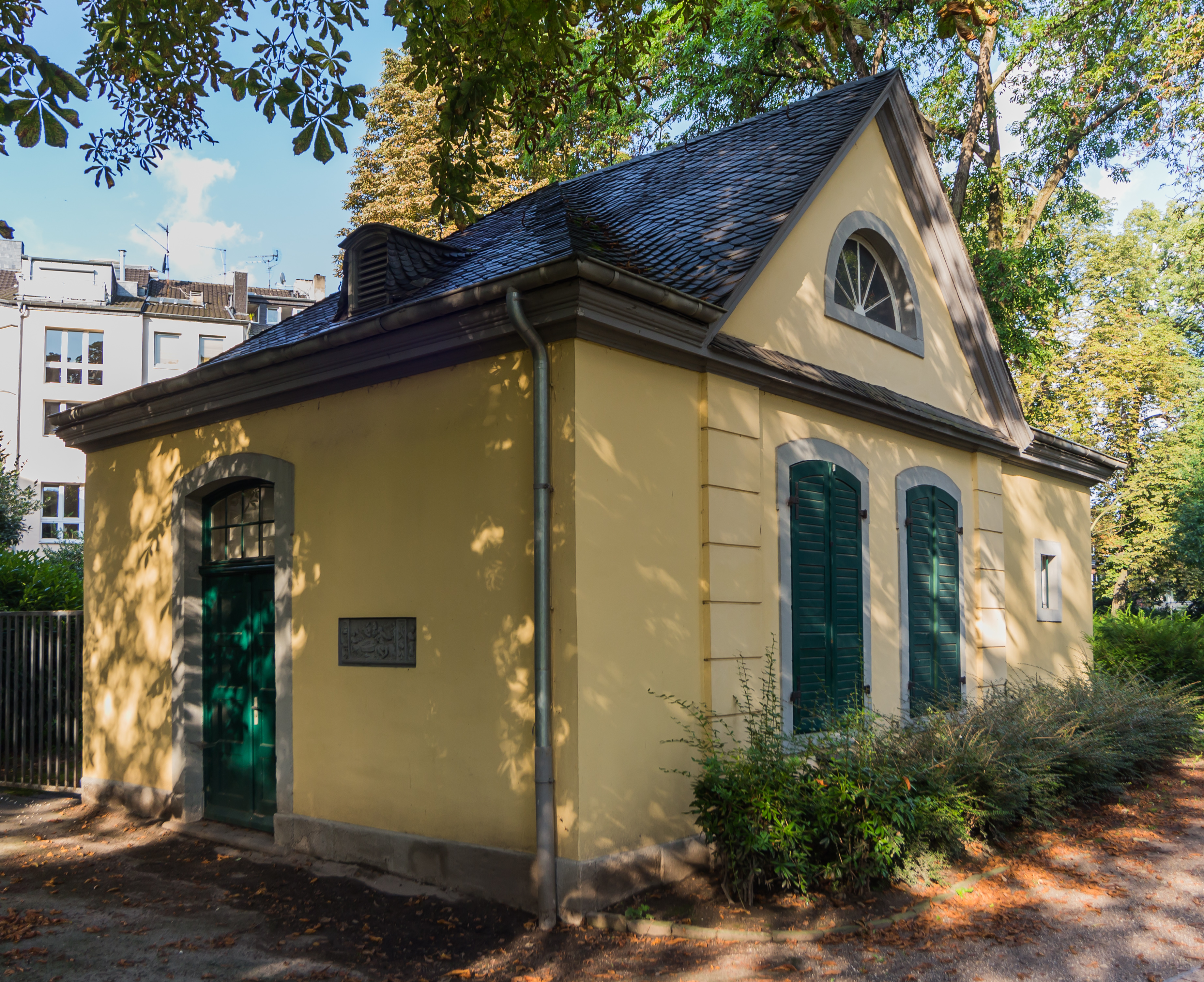
Kurfürstliches Gärtnerhaus